# Carmarthen (distrikt)
Carmarthen var ett distrikt i grevskapet Dyfed, i Wales. Detta distrikt hade 56 200 invånare år 1992. Distriktet upprättades den 1 april 1974 genom att borough Carmarthen, stadsdistriktet Newcastle Emlyn slogs ihop med landsdistrikten Carmarthen och Newcastle Emlyn. Det avskaffades 1 april 1996 och blev en del av Carmarthenshire.